# Chiesa di Santa Maria (Rivignano Teor)
La chiesa di Santa Maria è la parrocchiale di Flambruzzo, frazione del comune sparso di Rivignano Teor, in provincia ed arcidiocesi di Udine; fa parte della forania della Bassa Friulana.

## Storia
La chiesa parrocchiale di Santa Maria a Flambruzzo venne costruita nel 1640.
Il terremoto del 1976 arrecò all'edificio alcuni danni, che furono poi sanati negli anni ottanta con un intervento di restauro in occasione del quale si provvide all'adeguamento liturgico alle norme postconciliari con l'installazione dell'azione e dell'altare rivolto verso l'assemblea; terminati i lavori, il 4 ottobre 1972 l'arcivescovo di Udine Alfredo Battisti inaugurò la chiesa nuovamente riaperta al culto.

## Descrizione

### Esterno
La facciata a capanna della chiesa, rivolta a nordovest, presenta centralmente il portale d'ingresso architravato ed è scandita da quattro paraste corinzie poggianti su alti basamenti e sorreggenti la trabeazione, con la scritta "Virgini Rosarii Sacrum", e il timpano di forma triangolare.
Annesso alla parrocchiale è il campanile a base quadrata, la cui cella presenta su ogni lato una monofora affiancata da lesene ed è coperta dal tetto a quattro falde.

### Interno
L'interno dell'edificio si compone di un'unica navata a pianta rettangolare e con volta piana, sulla quale si affacciano quattro cappelle laterali introdotte da archi a tutto sesto e le cui pareti sono scandite da paraste d'ordine corinzio sorreggenti la cornice modanata e aggettante; al termine dell'aula si sviluppa il presbiterio, rialzato di due gradini, ospitante l'altare maggiore e chiuso dall'abside quadrangolare.
Qui sono conservate diverse opere di pregio, la più importante delle quali è una tela ritraente la Deposizione con la Madonna e i Santi Giovanni e Maria Maddalena, dipinta nel XVIII secolo da un ignoto artista.